# كليزيو (أين)
كليزيو (بالفرنسية: Cleyzieu)‏ هي بلدية فرنسية تقع في إقليم الأين في فرنسا. رمز إنسي لها هو:1107. أما الرمز البريدي لها فهو: 1230.